# Goniurosaurus bawanglingensis
Goniurosaurus bawanglingensis är en ödleart som beskrevs av  Grismer, Haitao ORLOV och ANAJEVA 2002. Goniurosaurus bawanglingensis ingår i släktet Goniurosaurus och familjen geckoödlor. Inga underarter finns listade i Catalogue of Life.